# Maria de Luna
Maria Lopes de Luna (Segorbe, 1358  circa – Vila-real, 29 dicembre 1406)  fu regina consorte della corona d'Aragona dal 1396 e contessa d'Empúries dal 1402 alla sua morte.

## Origini familiari
Figlia del conte de Luna e signore di Segorbe (odierna Provincia di Castellón), don Lope de Luna, e di Brianda d'Agaout.

## Biografia
Maria, all'età di circa otto anni, fu promessa in matrimonio al principe di Aragona, Martino, figlio secondogenito del re della corona d'Aragona Pietro IV il Cerimonioso e della sua terza moglie Eleonora di Sicilia, figlia del re Pietro II di Sicilia.
Il matrimonio tra Maria e Martino, conte di Besalú, fu celebrato domenica 13 giugno 1372, nella Cattedrale di Sant'Eulalia di Barcellona.
In quanto principe cadetto della famiglia reale aragonese, al marito di Maria, Martino fu assegnato il Ducato di Monblanch, dal fratello salito sul trono di Aragona come Giovanni I, molto probabilmente, nel 1388, dopo la morte, di Giacomo, l'unico figlio maschio ancora in vita di Giovanni I.
Nel 1391 il figlio di Maria, Martino il Giovane, di circa diciassette anni, sposò, a Barcellona, la regina del regno di Trinacria Maria e nel 1392 entrambi furono incoronati, re di Sicilia, nella cattedrale di Palermo, e Martino il Giovane, unico figlio ancora in vita di Martino il Vecchio, divenne Martino I di Sicilia.
I siciliani non gradivano troppo il matrimonio aragonese della loro regina (anche perché il matrimonio era stato celebrato dall'antipapa Clemente VII, ed i siciliani erano sostenitori di papa Urbano VI e poi di papa Bonifacio IX) e guidati dalla famiglia Alagona, si ribellarono già, nel 1392, e da quella data si opposero alla autorità aragonese.
Il marito di Maria, Martino il Vecchio, nello stesso 1392, fu inviato in Sicilia a capo di una spedizione (che era stata organizzata per intervenire in Sardegna, ma durante il viaggio fu dirottata in Sicilia) per aiutare il figlio, Martino il Giovane e la regina, Maria. L'arrivo di Martino il Vecchio in Sicilia portò alla conquista di Trapani e Palermo, ma non riuscì a sconfiggere gli oppositori, che resistettero sino al 1398, anno in cui ritornò la pace e il figlio e la nuora di Maria poterono governare nuovamente tutta l'isola.
Nel 1396, alla morte del re d'Aragona, Giovanni I senza discendenza maschile e fratello maggiore del marito di Maria, Martino il Vecchio, fu quest'ultimo che successe al fratello sul trono di Aragona. Al momento della successione, Martino il Vecchio si trovava in Sicilia, dove per soffocare la rivolta della nobiltà e dovette trattenersi fino al 1397, quando finalmente poté partire per l'Aragona.
Maria de Luna, nel frattempo, aveva reclamato il trono in nome del marito, ed aveva agito quale sua rappresentante in attesa del suo arrivo.
Il diritto al trono di Martino il Vecchio venne infatti contestato dal conte di Foix, Matteo (1363-1398), a nome di sua moglie Giovanna, figlia maggiore di Giovanni I di Aragona. Matteo, approfittando dell'assenza di Martino, nel 1396, tentò di invadere l'Aragona, ma Maria con l'aiuto del conte di Urgell, Pietro II riuscì a frenare l'attacco, che fu fermato e respinto e l'invasione del regno fu un insuccesso e, dopo il suo arrivo, Martino I convocò Giovanna e Matteo in un'assemblea a Barcellona e confiscò loro tutti i domini del conte di Foix in Aragona. Così il 13 ottobre del 1397, Martino il Vecchio, a Saragozza, giurando sui fueros, come era stato stabilito da suo padre, Pietro IV, si insediava sul trono d'Aragona, con Maria ed il 13 aprile del 1399, nella stessa città, fu incoronato re.

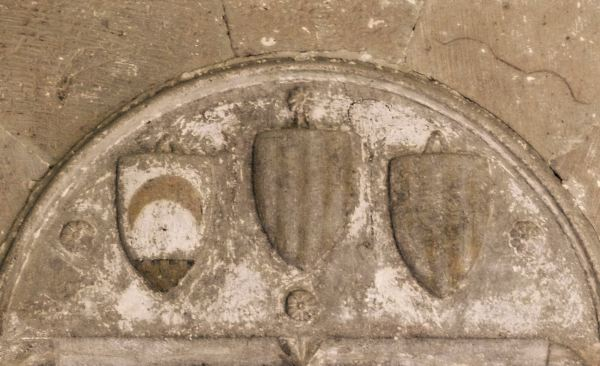
Armi di María de Luna al monastero di Veruela.

Alla morte, nel 1401, del conte di Empúries, Pietro III, senza discendenza, Martino il Vecchio reclamò la contea alla corona d'Aragona e l'anno seguente lo donò a Maria, che anche dopo il ritorno del marito in Aragona, continuava ad essere politicamente molto attiva.
Nel 1403, l'antipapa Benedetto XIII, Pedro Martínez de Luna, parente di Maria, che era stato eletto papa il 28 settembre 1394, si trovava assediato nel suo palazzo di Avignone, il marito di Maria, Martino il Vecchio, con le sue truppe, lo andò a liberare e lo condusse sano e salvo nel palazzo dei de Luna a Peñíscola (Valencia).
La regina Maria ebbe una salute precaria. Morì di un colpo apoplettico, nel 1406, il 29 dicembre, a Vila-real (Castellón) attraversando il suo feudo di Segorbe, mentre stava raggiungendo il marito a Valencia.

## Figli
Maria a Martino diede quattro figli: 
- Martino il Giovane (1374-1409), sposò nel 1391 la regina di Sicilia, Maria di Sicilia e nel 1402 Bianca di Navarra
- Giacomo d'Aragona (1378-?), morto giovane
- Giovanni d'Aragona (1380-?), morto giovane
- Margherita d'Aragona (ca. 1385-?), morta giovane.